# 桃子ぽいね
- 桃子っぽいね

桃子ぽいね（ももこっぽいね）は、1985年4月1日から1987年4月3日まで文化放送の制作でNRN系列各局にて放送されていたラジオ番組。メインパーソナリティは菊池桃子。当時の文化放送他放送されていた各局の番組表におけるタイトル表記は『桃子ぽいね』であり、『桃子っぽいね』は誤り。
本項では、本番組の前身番組『アクションクラブ・桃子ハート通信』（アクションクラブももこハートつうしん　1984年10月7日〜1985年3月31日）、前々身番組『桃子・ファーストフライト』（ももこファーストフライト　1984年4月7日〜1984年9月30日）についても併せて説明。

## 概要

### 「桃子・ファーストフライト」
菊池桃子自身初の単独パーソナリティ番組としてスタート。日本図書普及、JCM（セントラルミュージック）の提供。
主な構成は、はがき・お便り紹介を中心に、菊池自身の近況などのフリートーク、といったことである。その他『今週のバースデー』コーナーでは、はがきで自分の誕生日を教えてくれたリスナーに図書券が贈られていた。また月に一度ゲスト出演があった（1984年5月のゲスト出演は桑田靖子）。

### 「桃子ハート通信」
前身番組『ファーストフライト』が内容一新する形でスタート。スポンサーはワニマガジン社、KKベストセラーズに交替し、『アクションクラブ』のサブタイトルが付いた。
この番組でも引き続き、フリートークをしながら多くのはがき・手紙を呼んで紹介するという内容。主な企画に、同じクラス、同じ学校に好きな女子・男子がいるというはがき・手紙を紹介した上で、菊池自身がその子に電話して仲を取り持つという、恋のキューピッド役を買って出るというものがあった。

### 「桃子ぽいね」
「桃子ハート通信」まで週1回30分の放送だったものが月曜日〜金曜日毎日10分の帯番組に再度リニューアルとなってスタート。ワニマガジン社、KKベストセラーズの各スポンサーと共に移動した。文化放送においては『新てるてるワイド 吉田照美のふッかいあな』の内包番組となって放送されるようになった。
トーク、お便り紹介、ポエム朗読などで主に構成。
当番組前期の頃は、出演希望のリスナーの中から選ばれた一人の自宅に菊池自身が訪問するという企画があり、その第1回目は1985年6月中に行われた。また「桃子カー」という車を出して、自分の目で見た東京の街の様子を伝える企画も行われた。
当番組のオープニング曲は村松健のアルバム『+BLUE』（1984年）収録曲の『ハイドレンジャー』、エンディング曲は同じく村松健のアルバム『緑の想い』（1985年）収録曲の『出会いと別れ』。
文化放送においては途中1986年4月改編で『中山美穂のまんまるキューピッド』と放送時間を交換する形で21:45枠から23:30枠へ移動。ワニブックス枠自体は移動せずそのまま『まんまるキューピッド』のスポンサーとなり、当番組のスポンサーはトンボ鉛筆、文英堂に変更となった。
当番組終了の1年6か月後、菊池は『シルキーSOUND SPECIAL 桃子とおしゃれNIGHT』で文化放送のメインパーソナリティに復帰している。

## 文化放送での放送時間
「桃子・ファーストフライト」→「アクションクラブ・桃子ハート通信」
- 日曜日 9:30 - 10:00[5][7]

「桃子ぽいね」
- 月曜日〜金曜日 21:45 - 21:55 （1985年4月 - 1986年3月）[2]
- 月曜日〜金曜日 23:30 - 23:40 （1986年4月 - 1986年9月）[2]
- 月曜日〜金曜日 23:40 - 23:50 （1986年10月 - 1987年4月）[2]

## ネット局
「桃子ぽいね」時代
いずれも月曜日〜金曜日の放送。
- STVラジオ 22:40 - 22:50 （1985年4月 - 1985年9月）[16]
- 信越放送 22:25 - 22:35 （1985年10月から）[16]
- 山梨放送 21:20 - 21:30 （1986年10月 - 1987年4月）[16]
- 静岡放送 22:00 - 22:10 （1986年10月 - 1987年4月）[16]
- 北日本放送 21:10 - 21:20 （1985年10月 - 1986年3月）／ 21:20 - 21:30 （1986年10月 - 1987年4月）[16]
- ラジオ大阪 23:40 - 23:50 （夜ワイド番組『おっと!モモンガ』（1986年5月まで）→『OBCブンブンリクエスト』（1986年6月から）に内包）[16]
- 西日本放送 21:20 - 21:30 （1986年10月 - 1987年4月）[16]
- 中国放送 22:00 - 22:10 （1985年10月 - 1986年4月）[16]
- 山口放送 21:20 - 21:30 （1986年10月 - 1987年4月）[16]
- 四国放送 23:40 - 23:50[16]
- 高知放送 19:20 - 19:30 （1985年10月 - 1986年4月 ／ 1986年10月 - 1987年4月）[16]
- 九州朝日放送 21:50 - 22:00 （夜ワイド番組『PAO〜N ぼくらラジオ異星人』に内包）[16]
- 大分放送 21:10 - 21:20 （1985年10月 - 1986年4月）[16]